# Franz Friedbichler

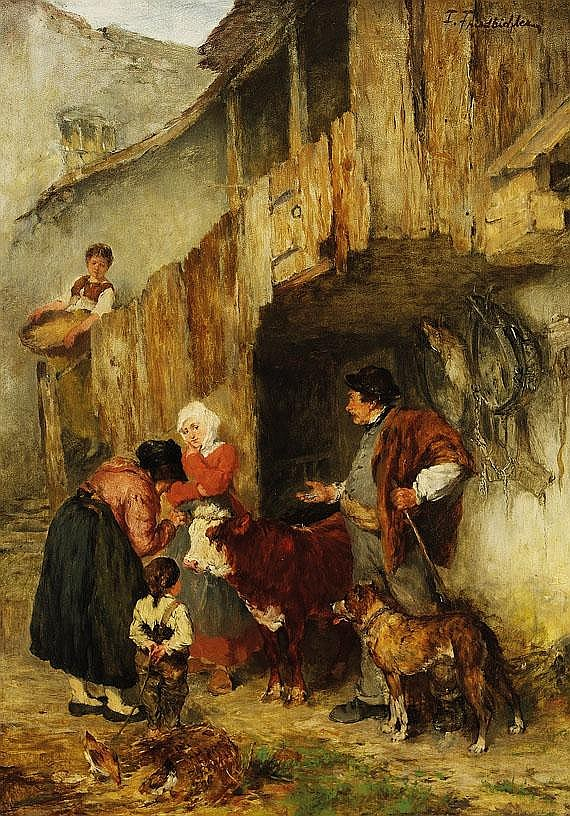
Bergdorf mit Bauern

Franz Friedbichler (* 13. November 1850 in Dingolfing; † 14. April 1880 ebenda) war ein deutscher Genre- und Tiermaler.
Friedbichler studierte zuerst an einer Kunstschule in München bei Karl Otto und setzte sein Studium ab dem 30. Juni 1866 an der Königlichen Akademie der Künste in München bei Wilhelm von Diez fort. Nach einem Studienaufenthalt in der Schweiz kehrte er 1870 zum Militärdienst nach Bayern zurück, wurde jedoch wegen Krankheit zurückgestellt.
Franz Friedbichler wurde ein erfolgreicher Genre- und Tiermaler. Er verkaufte sein Bild „Pferdemarkt in einem kleinen Städtchen“ nach London. Wegen fortschreitender Krankheit konnte er weitere Bestellungen aus London und Paris nicht mehr ausführen. Friedbichler starb im Alter von 29 Jahren.